# Skarbiec (województwo warmińsko-mazurskie)
Skarbiec (niem. Schatzberg) – wieś w Polsce, położona w województwie warmińsko-mazurskim, w powiecie bartoszyckim, w gminie Górowo Iławeckie. W latach 1975–1998 miejscowość administracyjnie należała do województwa olsztyńskiego.

## Historia
W 1983 r. we wsi było 16 domów z 89 mieszkańcami. W tym okresie we wsi działało 17 indywidualnych gospodarstw rolnych o łącznej powierzchni upraw 199 ha. W gospodarstwach tych hodowano 127 sztuk bydła (w tym 69 krów mlecznych), 151 sztuk nierogacizny i 11 koni.